# ビリャル (ヴォルガ・ブルガール)

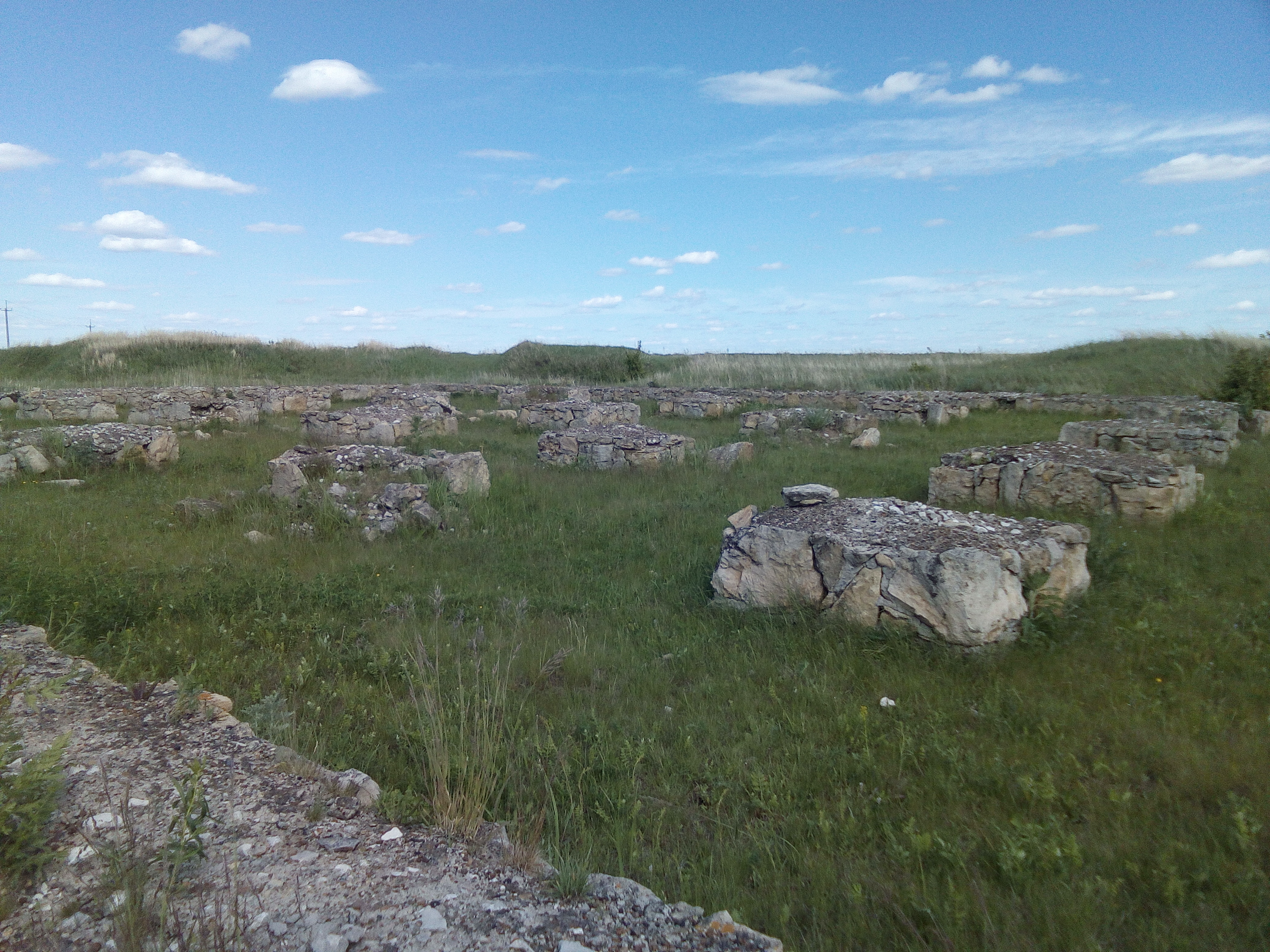
ビリャルの遺構

ビリャル（ロシア語: Биляр、タタール語: Биләр / Bilär、チュヴァシ語: Пӳлер）は10 - 13世紀に存在したヴォルガ・ブルガールの都市である。

## 歴史
10世紀のアラブ人旅行家イブン・ファドラーンの記録によると、ビリャルは922年にブルガールの長アルムシ(ru)によって建設された。考古学的見地からも、ビリャル城址の最初期は10世紀に遡る。ビリャルは西ザカミエ(ru)（現ロシア・タタールスタン共和国、カマ川南部）の中心に位置した。現行政区ではタタールスタン共和国のアレクセエフスコエ地区(ru)ビリャルスク村(ru)（タタール語名Биләр / Bilär）にあたる。
ルーシの年代記（レートピシ）では、1164年以降にビリャルに関する記述がみられる。年代記中では「Великий Город / 大いなる城市」とも呼称された。その人口は10万人を超え、ビリャルの名はその人口に由来する。13世紀にはヴォルガ・ブルガールの首都となった。ルーシの年代記上の最後の言及は1236年であり、この年、ビリャルはモンゴルのヴォルガ・ブルガール侵攻に際し破壊された。その後、かつての威光を取り戻すことはなかった。
ビリャルの遺構は8k㎡に及び、他のいくつかの城址と共に、ビリャル歴史・考古・自然保護博物館に管理されている。